# Lago Untersee
El Lago Untersee (en alemán: Untersee, «lago bajo») es el lago de agua dulce más grande en el interior de las Montañas Gruber en el interior de la Tierra de la Reina Maud en el este de la Antártida. Está ubicado a 90 kilómetros del Oasis de Schirmacher. El lago tiene aproximadamente 6,5 kilómetros de longitud y 2,5 kilómetros de ancho, con un área de 11,4 km² y una profundidad máxima de 169 metros. El lago está cubierto en forma permanente por hielo y partes de él colindan con hielo glacial.
El Untersee es un lago poco usual, con un nivel de pH entre 9,8 y 12,1,  oxígeno disuelto a una supersaturación del 150 por ciento, y una producción primaria muy baja en la columna de agua. Pese a la alta supersaturación de oxígeno en casi todo el lago, existe una pequeña subcuenca en el extremo sur que es anóxica y sus sedimentos pueden contener una mayor concentración de metano que cualquier otro lago de la Tierra. Gran parte de la producción primaria está en comunidades microbiales que crecen en el lecho del lago como estromatolitas. La temperatura del agua varía entre 0,5 °C y 5 °C y la capa de hielo sobre el lago tiene un grosor de entre 2 y 6 metros. La capa de hielo puede que haya persistido por más de 100.000 años, y algunos científicos del clima temen que se den importantes cambios medioambientales asociados al calientamiento global en las décadas siguientes. En el pasado, la composición química del agua del lago ha sido comparada con la de la lejía. No obstante, la actividad química de la lejía sedebe al Cl−, además de un pH que es más alto de lo que ha sido medido en el Lago Untersee, y el Lago Untersee no tiene altas concentraciones de cloro, mucho menos altas concentraciones de clorito.

## Geografía

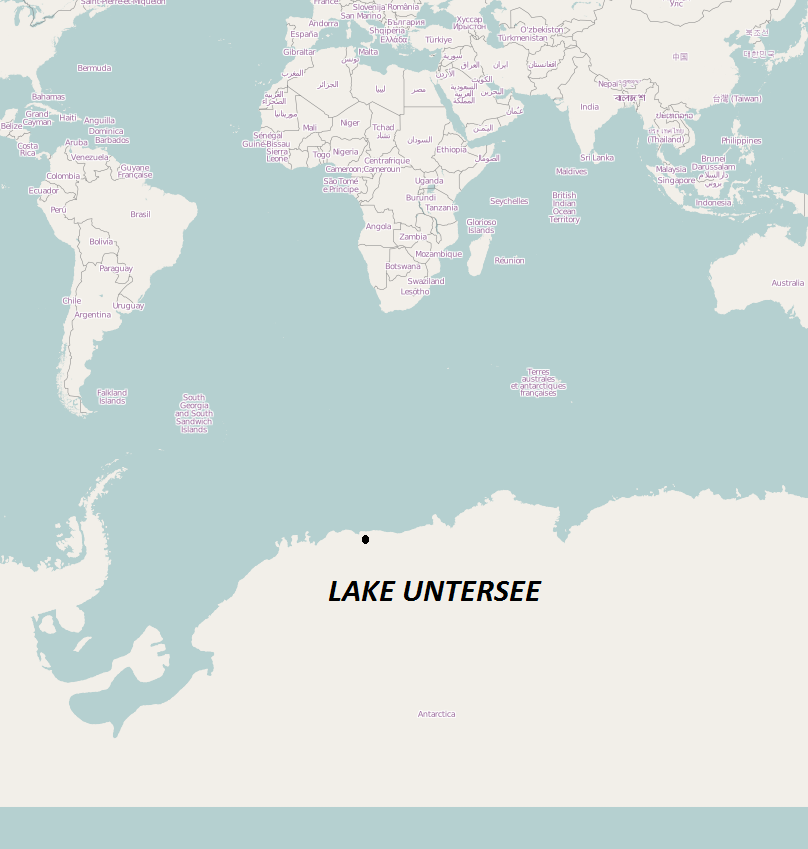
Mapa mostrando la ubicación aproximada del Lago Untersee

El lago Untersee se encuentra en el interior de las Montañas Gruber en la zona central de la Tierra de la Reina Maud en el este de Antártida, y tiene la misma longitud que Huab, en el parque nacional de la Costa Esqueleto en la costa norte de Namibia. Está ubicado a 90 kilómetros al suroeste del Oasis de Schirmacher.
El lago tiene aproximadamente 6,5 kilómetros de largo y 2,5 km de ancho, contando con una superficie de 11,4 km² (también hay reportes de un área de 10 km²). Su profundidad máxima es de 169 metros. Está cubierto de hielo en forma permanente, y este tiene un grosor de 3 metros en el verano. El lago está contenido por el Glaciar Anuchin, y el derretimiento este glaciar es su principal fuente de agua. El lago no tiene escapes. El agua se pierde por sublimación o ablación de la cobertura de hielo. El lago está categorizado como un lago ultra-oligotrófico.

## Historia
Estudios de isótopos han determinado que el lago ha estado cubierto permanentemente de hielo. Además, estudios realizados durante el verano austral confirma las características de homogeneidad del lago, siendo la convección termal la razón dada para su naturaleza hidro-geoquímica y su naturaleza isotrópica. Es recargado permanente por un proceso de derretimiento submarino del glaciar adyacente. También se dice que el lago existió durante el periodo del Holoceno cuando emergió de un estanque de agua derretida.
Los estudios del Lago Untersee han revelado que hay un gran número de piedras que embalsan el lago. Los estudios geodésicos llevados a cabo durante dos temporadas de verano indican que estas piedras se mueven a un ritmo de 1,1 a 3,9 metros por año. El tiempo de residencia de estas piedras se ha estimado en 500 años. Las piedras flotantes, que tienen varios metros de diámetro, han evolucionado como resultado de los depósitos de residuos de la interacción pro-glacial, el desgaste masivo de las colinas que rodean el lago y el desplazamiento del hielo glacial por parte del hielo del lago.
El lago fue descubierto por primera vez por la Expedición Antártica Alemana de 1938-39. Después de ella, varias expediciones han estudiado las características del lago. El primer estudio de reconocimiento del lago fue llevado a cabo por N.G. Kosenko y D.D. Kolobov a principios de 1969, seguido por más estudios de científicos rusos y alemanes, específicamente W. D. Hermichen et al. (1985), E. Kaup et al. (1988) y A. Loopmann et al. (1988).

### Investigaciones científicas
En los estudios realizados antes de 1991-92 sobre los parámetros físicos y químicos del agua del lago, el Untersee se creía que era bien mezclado y sin estratificación. No obstante, los estudios realizados en el verano de 1991-92 encontraron que había una estratificación importante en un depresión de 500 metros de ancho en la parte sureste del lago, en donde este tiene 105 metros de profundidad. Habían pronunciados gradientes verticales de temperatura, pH, oxígeno disuelto y conductividad eléctrica. Aunque se registró termoclina a una profundidad de entre 40 y 50 metros, una oxiclina le siguió a los 70-80 metros, con quemoclina extendiéndose a partir de los 80 metros hasta el fondo del lago. Por debajo de los 80 metros, la columna de agua es anóxica y huele a ácido sulfhídrico. La presencia de ácido sulfhídrico se asocia con una caída en las concentraciones de sulfato, lo que indica que probablemente surgió de una reducción bacterial del sulfato.
El contenido de sal en los niveles superiores del lago es de 50 veces la del agua glacial derretida. La salinidad aumentó debajo de los 80 metros, con concentraciones de iones de sodio y una conductividad eléctrica de más del doble. El lago es altamente alcalino (pH 10,4) hasta una profundidad de 70 metros; por debajo de esta profundidad el pH es menor, alcanzando el valor relativamente ácido de 6,1 a su máxima profundidad. La proporción de metano en los sedimentos del fondo del lago es la más alta de cualquier lago en el mundo según científicos de la NASA.
En 2008, como parte de la Expedición Antártica Internacional de la Fundación Tawani de 2008 (ver abajo), Dale Andersen e Ian Hawes descubrieron estromatolitos cónicos que estaban creciendo en el Lago Untersee, los estromatolitos cónicos vivos más largos jamás encontrados. También hay pequeños pináculos microbiales, y parece que los estromatolitos de gran tamaño y los pequeños pináculos están conformados por comunidades microbiales diferentes. Estas comunidades proveen una importante analogía de algunos de los estromatolitos fósiles más antiguas que se han encontrado hasta la fecha.

### Expediciones
En noviembre y diciembre de 2008, la Expedición Antártica Internacional de la Fundacioón Tawani de 2008, liderada por Richard Hoover del Centro Marshall de vuelos espaciales de la NASA utilizó el lago como banco de pruebas para su búsqueda de vida extrema. Las condiciones en el lago son similares en ciertos aspectos a las que se creen pueden existir en otras lunas y planetas que contengan agua en estado sólido y metano; por lo que este lago podría proveer una analogía a los ambientes que existen en otros lugares del espacio. La expedición efectivamente encontró varias nuevas cepas de microorganismos extremófilos en las aguas del lago, incluyendo a quimiolirófos que metabolizan hidrógeno.
La expedición estaba formada por un equipo interdisciplinario internacional de diez científicos y dos profesores que exploraron no solo el Lago Untersee, sino que también el Oasis de Schirmacher. Los aspectos geomicrobiológicos de la expedición tenían tres objetivos: «el probar las emisiones fluorescentes inducidas por láser (L.I.F.E., según sus siglas en inglés) a ser utilizadas en la exploración del regolito y los polos marcianos; monitorear el cambio climático globlal; y evaluar los métodos para detectar contaminación de hidrocarburos y la posterior bio-remediación en un ecosistema frágil y amenazado». TLos resultados indican que el Lago Untersee, como una región cubierta permanentemente cubierta de hielo, tiene muy poco suelo utilizable y puede ser considerada similar a las regiones polares de Marte.
Los experimentos conducidos han examinado los metagenomas de eucariotas -los prokaryotas y virus que se han identificado que habitan el lago- proveen evidencia de que la transferencia de genes horizontal a través de virus y las alteraciones de fenotipo por adaptación metabólica o protección al frío, identificaron conexiones microbiales de nanowire entre múltiples especies en la interfaz agua-hielo, en la columna de agua, y en el sedimento; y establecieron estimados de biomasa de vida en el hielo del lago durante el inicio de la temporada de crecimiento en la primavera utilizando técnicas de generación de imágenes a través de emisiones flourescentes inducidas por láser (L.I.F.E.).
Dos buzos científicos también formaron parte de este equipo. Dale Andersen, del Centro Carl Sagan para el Estudio de la Vida en el Universo del Instituto SETI, e Ian Hawes del Aquatic Research Solutions se sumergieron en el lago para estudiar sus peculiares comunidades microbiales.